# Kielcza

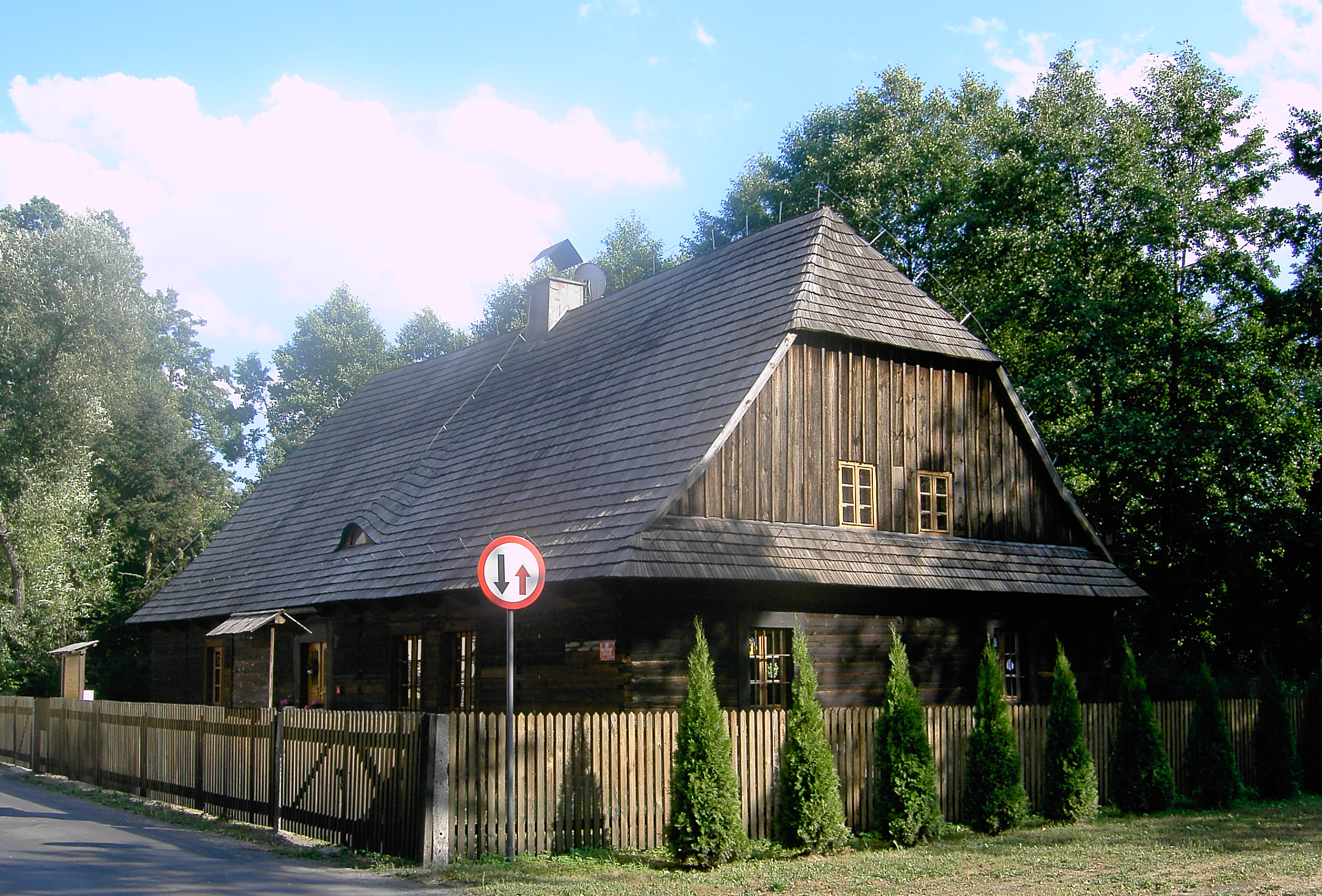
Stara chata

Kielcza (niem. Keilerswalde, do 1936 r. Keltsch) – wieś w Polsce, w województwie opolskim, w powiecie strzeleckim, w gminie Zawadzkie, położona na lewym brzegu Małej Panwi.
W latach 1945–1954 wieś należała i była siedzibą gminy Kielcza. W latach 1954–1968 wieś należała i była siedzibą władz gromady Kielcza, po jej zniesieniu w gromadzie Zawadzkie. 

## Nazwa
W księdze łacińskiej Liber fundationis episcopatus Vratislaviensis (pol. Księga uposażeń biskupstwa wrocławskiego) spisanej za czasów biskupa Henryka z Wierzbna w latach 1295–1305 miejscowość wymieniona jest w zlatynizowanej formie Kelcza Scarbinu. 4 lipca 1936 r. w miejsce nazwy Keltsch wprowadzono nazwę Keilerswalde. 12 listopada 1946 r. ustalono urzędową polską nazwę miejscowości – Kielcza, określając drugi przypadek jako Kielczy, a przymiotnik – kielecki. Przymiotnik został zmieniony później na kielczański.

## Historia
Miejscowość prawdopodobnie jest miejscem urodzenia Wincentego z Kielczy, autora hymnu Gaude Mater Polonia. 
W 1910 roku w miejscowości mieszkało 1240 mieszkańców, z czego 1126 deklarowało język polski, 10 polski i niemiecki, a 101 niemiecki. W wyborach komunalnych, które odbyły się w listopadzie 1919 roku, głosowały 442 osoby, z czego 373 (ok. 84%) na polską listę, która uzyskała 11 z 12 mandatów. W czasie plebiscytu na Śląsku 581 mieszkańców opowiedziało się za Polską; za Niemcami głosowało 173 wotantów. W czasie powstań śląskich miejscowość pozostawała na tyłach walk, pozostając w rękach polskich. Kilku mieszkańców zginęło jednak w szeregach powstańców śląskich – Ryszard Ogiewka, Wilhelm Pawełek, Filip Szwarc. Po podziale Górnego Śląska miejscowość przypadła Niemcom, którzy zastosowali represje wobec mieszkańców. W wyniku prześladowań do Polski zbiegło w owym czasie 233 osób. W 1933 r. w miejscowości mieszkało 1486 osób, a w 1939 r. – 1766 osób.

## Zabytki
Na listę zabytków Narodowego Instytutu Dziedzictwa wpisane są:
- kościół parafialny pw. św. Bartłomieja Apostoła z 1799 roku, XIX w.

Pierwsze znazne wzmianki o kościele parafialnym pochodzą z 1376 r. oraz z 1447 r. w rejestrze świętopietrza w ramach archiprezbiteratu toszeckiego. Obecny kościół wybudowany w latach 1777–79 w stylu barokowym, konsekrowany przez bpa E. Schymońskiego w 1816 r.
- zbiorowa mogiła powstańców śląskich, na cmentarzu rzymsko-katolickim
- dom drewniany z 1831 r. przy ul. Dobrego Pasterza 35
- kaplica przydrożna z drugiej połowy XIX w. przy ul. Dobrego Pasterza

## Odkrycia archeologiczne
W pobliżu Kielczy w 1922 lub 1923 r. podczas prac przy sadzeniu lasu odkryto skarb, w skład którego wchodziły 3 miecze z epoki brązu.

## Edukacja
- Publiczne Przedszkole w Kielczy
- Zespół Szkolno-Gimnazjalny im. Wincentego z Kielczy w Kielczy

## Sport
Klub sportowy LKS "Naprzód" Kielcza – zawieszona działalność